# Lista de prefeitos de Campo Bom
Esta é a lista contendo todos os prefeitos de Campo Bom, município localizado no Vale dos Sinos e na Região Metropolitana de Porto Alegre (Rio Grande do Sul), desde sua emancipação, em 31 de janeiro de 1959, até hoje. O primeiro prefeito da cidade foi Adriano Dias.

## Prefeitos
| N°  | Prefeito                      | Imagem                | Partido                | Partido                                          | Vice-prefeito (a)                    | Partido                                          | Partido                                          | Início do Mandato                                      | Fim do Mandato         | Notas                                                                         |
| --- | ----------------------------- | --------------------- | ---------------------- | ------------------------------------------------ | ------------------------------------ | ------------------------------------------------ | ------------------------------------------------ | ------------------------------------------------------ | ---------------------- | ----------------------------------------------------------------------------- |
| 1°  | Adriano Dias                  |                       |                        |                                                  | Desconhecido                         |                                                  |                                                  | 31 de janeiro de 1959                                  | 1963                   | Prefeito eleito em sufrágio universal.                                        |
| 2°  | Evaldo Dreger                 |                       |                        |                                                  | Desconhecido                         |                                                  |                                                  | 1964                                                   | 1968                   | Prefeito eleito em sufrágio universal.                                        |
| 3°  | Osmar Alfredo Ermel           |                       |                        | Movimento Democrático Brasileiro MDB             | Carlos Alberto Von Reisswitz         |                                                  |                                                  | 1969                                                   | 1972                   | Prefeito eleito em sufrágio universal.                                        |
| 4°  | Werner Ricardo Bohrer         |                       |                        | Aliança Renovadora Nacional ARENA                | Reme Oscar Blos                      |                                                  |                                                  | 1973                                                   | 1976                   | Prefeito eleito em sufrágio universal.                                        |
| 5°  | Nestor Fips Schneider         |                       |                        | Aliança Renovadora Nacional ARENA                | Karl Heinz Kopittke                  |                                                  |                                                  | 1977                                                   | 1982                   | Prefeito eleito em sufrágio universal.                                        |
| 6°  | Elio Erivaldo Martin          |                       |                        | Aliança Renovadora Nacional ARENA                | Não havia                            |                                                  |                                                  | 1982                                                   | 1983                   | Assumiu após Nestor Schneider sair para assumir cargo como deputado estadual. |
| 7°  | Karl Heinz Kopittke           |                       |                        | Partido Democrático Social PDS                   | Breno Oscar Thoen                    |                                                  |                                                  | 1983                                                   | 1988                   | Prefeito e vice eleitos em sufrágio universal.                                |
| 8°  | Giovani Batista Feltes        |                       |                        | Partido do Movimento Democrático Brasileiro PMDB | Deoclécio Schuetz                    |                                                  |                                                  | 1° de janeiro de 1989                                  | 31 de dezembro de 1992 | Prefeito e vice eleitos em sufrágio universal.                                |
| 9°  | Deoclécio Schuetz             |                       |                        | Partido do Movimento Democrático Brasileiro PMDB | Jair Valdir Reinheimer               |                                                  |                                                  | 1° de janeiro de 1993                                  | 31 de dezembro de 1996 | Prefeito e vice eleitos em sufrágio universal.                                |
| 10° | Nelson Schneider              |                       |                        | Partido Progressista Brasileiro PPB              | Desconhecido                         |                                                  |                                                  | 1° de janeiro de 1997                                  | 31 de dezembro de 2000 | Prefeito e vice eleitos em sufrágio universal.                                |
| 11° | Giovani Batista Feltes        |                       |                        | Partido do Movimento Democrático Brasileiro PMDB | Armin Blos                           |                                                  | Partido do Movimento Democrático Brasileiro PMDB | 1° de janeiro de 2001                                  | 31 de dezembro de 2004 | Prefeito e vice eleitos em sufrágio universal.                                |
| 11° | Giovani Batista Feltes        | 1° de janeiro de 2005 | 31 de dezembro de 2008 | Partido do Movimento Democrático Brasileiro PMDB | Armin Blos                           | Prefeito e vice reeleitos em sufrágio universal. | Partido do Movimento Democrático Brasileiro PMDB |                                                        |                        |                                                                               |
| 12° | Faisal Mothci Karam           |                       |                        | Partido do Movimento Democrático Brasileiro PMDB | Dra.Suzana                           |                                                  | Partido dos Trabalhadores PT                     | 1° de janeiro de 2009                                  | 31 de dezembro de 2012 | Prefeito e vice eleitos em sufrágio universal.                                |
| 12° | Faisal Mothci Karam           | Marcos Riegel         |                        | Partido do Movimento Democrático Brasileiro PMDB | Partido Progressista PP              | 1° de janeiro de 2013                            | 31 de dezembro de 2016                           | Prefeito e vice reeleitos em sufrágio universal.       |                        |                                                                               |
| 13° | Luciano Libório Baptista Orsi |                       |                        | Partido Democrático Trabalhista PDT              | Professor Beto                       |                                                  | Partido Democrático Trabalhista PDT              | 1° de janeiro de 2017                                  | 31 de dezembro de 2020 | Prefeito e vice eleitos em sufrágio universal.                                |
| 13° | Luciano Libório Baptista Orsi | Pedro Paulo Gomes     |                        | Partido Democrático Trabalhista PDT              | Movimento Democrático Brasileiro MDB | 1° de janeiro de 2021                            | 31 de dezembro de 2024                           | Prefeito reeleito e vice eleito em sufrágio universal. |                        |                                                                               |
| 14° | Giovani Batista Feltes        |                       |                        | Movimento Democrático Brasileiro MDB             | Gênifer Engers                       |                                                  | Partido Democrático Trabalhista PDT              | 1° de janeiro de 2025                                  | atualidade             | Prefeito e vice eleitos em sufrágio universal.                                |